# Гирла-Аней
Гирла-Аней (рум. Gârla Anei) — село у повіті Бакеу в Румунії. Входить до складу комуни Унгурень.
Село розташоване на відстані 247 км на північ від Бухареста, 12 км на схід від Бакеу, 77 км на південний захід від Ясс, 144 км на північний захід від Галаца.

## Населення
За даними перепису населення 2002 року у селі проживала 221 особа. Усі жителі села рідною мовою назвали румунську.
Національний склад населення села:
| Національність | Кількість осіб | Відсоток |
| -------------- | -------------- | -------- |
| румуни         | 194            | 87,8%    |
| цигани         | 27             | 12,2%    |